# Édouard Philippe
Édouard Philippe (n. 28 noiembrie 1970, Rouen) este un avocat și politician francez care a ocupat funcția de Prim-ministru al Franței din 15 mai 2017, succedându-l pe socialistul Bernard Cazeneuve, până pe 3 iulie 2020, atunci când și-a dat demisia, acesta a fost succedat de Jean Castex.
Édouard Philippe a lucrat între 2007 și 2010 ca director de afaceri publice pentru grupul nuclear Areva. Membru al Uniunii pentru o Mișcare Populară, redenumită Republicanii din mai 2015, Philippe este membru al Adunării Naționale a Franței din 2012 și fost primar al orașului Le Havre. Ales în 2010, a renunțat la funcție după ce președintele Emmanuel Macron l-a nominalizat premier pe 15 mai 2017.
Philippe și-a început activitatea politică în studenție, ca militant socialist afiliat fostului premier Michel Rocard, înainte de a se alătura dreptei. Ca și Macron, a urmat Școala Națională de Administrație (ENA), o instituție de elită.